# Kościół Znalezienia Krzyża Świętego w Wiśle
Kościół Znalezienia Krzyża Świętego – drewniano-żelbetonowy kościół parafialny parafii pw. Znalezienia Krzyża Świętego w Wiśle-Głębcach. Wzniesiony w latach 1981-1983, zrekonstruowana zabytkowa wieża pochodzi z wybudowanego w 1575 r. kościoła w Połomi w powiecie wodzisławskim.
Kościół znajduje się na Szlaku Architektury Drewnianej województwa śląskiego w pętli beskidzkiej.

## Historia
Drewniany kościół pw. Nawiedzenia Najświętszej Maryi Panny w Połomii wybudowano w 1575 r. na miejscu spalonego poprzedniego, wzmiankowanego w 1447 r. W 1969 r. kościół ten podczas wichury zawalił się, a ocalała jedynie wieża, wcześniej odnowiona. W tychże czasach budowa nowych kościołów była utrudniana przez ówczesne władze Polskiej Rzeczypospolitej Ludowej. Jedną z możliwości wzniesienia nowej świątyni było przeniesienie nieużytkowanych obiektów. Z tej możliwości skorzystano w Wiśle i według projektów krakowskich architektów Marka Cempli i Piotra Wzorka z Krakowa wybudowano w latach 1981-1983 kościół w Wiśle-Głębcach, na stoku góry Kozińce w oparciu o przeniesioną z Połomii dzwonnicę. Obiekt miał służyć przede wszystkim okolicznym mieszkańcom oraz letnim obozowiczom i wczasowiczom. Została poświęcona 12 czerwca 1983 r. a kościołem parafialnym jest od 29 kwietnia następnego roku.

## Architektura
Rozebrana w 1979 r. wieża i zrekonstruowana w Wiśle ma 30,5 m wysokości i jest konstrukcji słupowo-ramowej. Zakończona jest ostrosłupowym dachem, krytym gontem, pod którym znajduje się izbica. Do niej przylega nowoczesna żelbetonowa nawa bez wyróżnionego konstrukcyjnie prezbiterium, nawiązująca kształtem i dyspozycją do góralskiego szałasu, przykryta szerokim dwuspadowym i dwukalenicowym dachem również przykrytym gontem.

## Wnętrze
Wnętrze urządzone jest współcześnie. Większość rzeźbionego wyposażenie pochodzi z warsztatu koniakowskiego artysty Jana Krężeloka, w tym: stacje Drogi Krzyżowej oraz duża rzeźba Chrystusa Ukrzyżowanego na ołtarzu głównym (również jego autorstwa jest krucyfiks znajdujący się na zewnątrz). Ponadto w kościele znajduje się akwarela przedstawiająca ruiny kościoła w Połomi.